# Малые реки Липецка
В данном списке перечислены малые реки, протекающие по территории города Липецка.
| Название                            | Длина, км | Описание | Водный реестр |
| ----------------------------------- | --------- | --- | ------------- |
| Кузьминка                           | 33        | Протекает по северо-западной окраине города (п. Северный Рудник) | см.           |
| Студёновка (Студёнка, Студёный)     |           | Протекает в Правобережном округе. Река дала имя Студёновской улице. В реке обитают бобры. Во время паводка может выходить из берегов. |               |
| Родник у подножия Соборной горы     |           | Родник у подножья Соборной горы почитается у православных как святой. В 2010 году количество воды в источнике заметно снизилось. |               |
| Липовка                             | 3,3       | Дала название городу. Протекает через всю его территорию. На реке образован Комсомольский пруд. | см.           |
| Родники Большие Ключи и Малые Ключи |           | Родники расположены в урочище Каменный Лог в районе одноимённых улиц Большие Ключи и Малые Ключи. Родник на улице Большие Ключи почитается у православных как святой и именуется источником святителя Николая Мир Ликийских и Николая Второго. В 2009 году один из родников иссяк. | см.           |
| Белоколодец                         | 16        | Протекает по юго-западной окраине города. | см.           |

Протекающие в городе реки Воронеж и Матыра относятся к средним рекам.
По данным государственного водного реестра России реки Липецка относятся к Донскому бассейновому округу, водохозяйственный участок — Воронеж от истока до города Липецк (без реки Матыра), речной подбассейн — бассейны притоков Дона до впадения Хопра. Речной бассейн — Дон (российская часть бассейна).